# 鰓斑刺尾魚
鰓斑刺尾魚又稱肩斑刺尾鯛，俗名橙波紋吊、眼紋倒吊、粗皮魚，為輻鰭魚綱鱸形目刺尾魚亞目刺尾魚科的其中一個種，於1835年由法國動物學家 René Primevère Lesson 首次正式描述，其模式產地為印度尼西亞Waigeo的Offack灣。

## 分布
本魚分布於印度西太平洋區，包括馬爾地夫、莫三比克、台灣、菲律賓、印尼、新幾內亞等海域。

## 深度
水深2至30公尺。

## 特徵
本魚體呈橢圓形而側扁。口小，端位，上下頜各具一列扁平齒，齒固定不可動，齒緣具缺刻。雄性成魚的額部隆起，其前端幾成截形。體暗褐色，胸部和腹部逐漸變為黃褐色，上有許多不明顯的淡色縱帶。尾鰭上下葉、背鰭及鰓蓋後方顏色較淡，而在眼的前各有一黑點。另外尾鰭基部有個白色橫帶亦為其特徵。幼魚額部沒有隆起、眼部黑點只有眼後一點，體色則為淡紫紅色，上有許多細的藍色縱帶，尾鰭彎月形。尾柄有硬棘會傷人，須注意。背鰭硬棘9枚、背鰭軟條26至28枚、臀鰭硬棘3枚、臀鰭軟條25至26枚。體長可達50公分。

## 生態
棲息在清澈的向海礁坡上，屬於藻食性。

## 經濟利用
因體色暗淡，較少人拿它當觀賞魚，大多拿來食用。食用時可切塊鹽燒，再加些檸檬汁味道更加。